# Великани српске медицине
Великани српске медицине је приказ истакнутих лекара у Србији у 19. и 20. веку, почев од првих школованих лекара, преко лекара значајних за развоја медицинских наука и првих активности у Српском ученом друштву, и разгранавање научног рада у оквиру Српског лекарског друштва (1872. године), Медицинског факултета Универзитета у Београду (1920. године) и Одељења медицинских наука Српске академије наука и уметности (1947. године). Овај приказ уједно представља и везу између ових установа, које су током деценија стварале личности представљене у овом приказу, тако драгоцене за тековину лекарске професије у Србији, која се експанзивно развијала заједно са њеном медицином након вишевековног ропства српских земаља под Османлијама и Аустроугарском.

## Критеријуми за стављање на списак
При изради овог списка пажња је посебно посвећена лекарима чија достигнућа то завређују – члановима учених друштава (претеча Академије) - Академије и у другим научним областима, али и у уметности, књижевности, образовању, чиме је истакнут њихов свеукупни допринос развоју обновљене српске државе у 19. и 20. веку и целокупном културном напретку српског народа. Такође при изради списка вођено је рачуна и о томе да се:
Не сме заборавити да су ови великани српске медицине истовремено били лекари или хирурзи практичари, здравствени просветитељи, научни истраживачи, професори и педагози, преводиоци, књижевници и песници, културне лучноноше...али и чланови и симпатизери политичких странака, припадници или противници владајућих режима...борци за слободу Србије и њеног народа

## Великани српске медицине у 19. веку
| Слика | Име и презиме                      | Краћа биографија |
| ----- | ---------------------------------- | --- |
|       | Јован Стејић (1803—1853)           | Био је први Србин свршени доктор медицине, који је из Хабзбуршке монархије дошао да ради у обновљену Србију. Заједно са др Карлом Пацеком један је оснивача српског грађанског санитета и 1831. издавач првог медицинског списа у Србији. |
|       | Константин Пеичић (1802—1882)      | Био је велики посвећеник напретку српског народа, како у културном, просветном и здравственом погледу, тако и у погледу политичких слобода у оквиру Аустријског и другим делатностима. Поред практичног лекарског рада у Сремској Митровици, Сомбору, Сремским Карловицима и у Панчеву, Пеичић је био члан Књижевног одбора Матице српске, члан Патроната гимназије и вршилац дужности директора српских основних школа у Карловцима, председник Српске православне црквеношколске општине у Панчеву и председник Панчевачког српског црквеног певачког друштва. Истакнуту улогу имао је у Српском народном покрету 1848. године, који је резултирао формирањем Војводства Србије. Након пензионисања, до краја живота је обављао дужност надзорника Текелијанума у Пешти. |
|       | Карло Пацек (1807—1876)            | Био је лекар, словачког порекла, рођен у Угарској, и један од дворских и личних лекара кнеза Милоша Обреновића, организатор војног и цивилног санитета заједно са др Емерихом Линденмајером у обновљеној Србији, после вишевековног ропства под Османлијама, и први лекар у Србији који се бавио баленологијом. |
|       | Карло Белони (1812—1878)           | Био је први начелник српског војног санитета. Медицину је завршио у Пешти. У Србију је дошао 1836, где је прво служио као војни и варошки лекар у Чачку, Карановцу, Крагујевцу, Ћуприји, Јагодини и Београду до пензионисања 1877. Израдио је и увео основне прописе војносанитетске службе у српску војску. Његови необјављени Мемоари послужили су као документарни материјал Владану Ђорђевићу за писање Историје српског војног санитета. |
|       | Аћим Медовић (1815—1893)           | Био је лекар и писац, први председник Српског лекарског друштва, секретар санитетског одељења у Попечитељству унутрашњих дела, физикус Пожаревачког округа и професор судске медицине на Великој школи у Београду. |
|       | Милан Јовановић Морски (1834—1896) | Био је лекар, академик СКА, књижевник и национални радник, светски путник и путописац. Због честих поморских путовања на броду (као бродски лекар за путнике) на Исток и Индију прозван је "Морски" и "Бомбајац". Објавио је много стручних и популарних књига, позоришних дела и путописа. У Србији је био: редовни члан Одсека јестаственичког, математичарског и Одсека уметничког Српског ученог друштва, секретар Српског лекарског друштва, предавач и лекар, дописни а потом и прави члан Академије уметности, и уредник часописа „Отаџбина” и учесник многих културно-националних подухвата. |
|       | Владан Ђорђевић (1844—1930)        | Био је лекар, књижевник, политичар, председник министарског савета Краљевине Србије, санитетски пуковник и оснивач Српског лекарског друштва. И поред тога што се релативно кратко бавио хирургијом, др Владан је у низу области хирургије, са добрим успехом, први пут у Србији извео многе хируршке процедуре (у офталмологији, максилофацијалној и оралној хирургији, пластичној и реконструктивној хирургији, хирургији дојке, ортопедској хирургији и трауматологији, општој хирургији, урлогији, неурохирургији, хирургији једњака и акушерској хирургији). |
|       | Михајло Мика Марковић (1847—1911)  | Био је лекар, ратни хирург, санитетски пуковник, дугогодишњи начелник санитета српске војске, управних Моравске сталне болнице у Нишу(1880-1885), оснивач Пастеровог завода у Нишу, реформатор војног Санитета српске војске. |
|       | Милан Јовановић Батут (1847—1940)  | Био је лекар, универзитетски професор, утемељивач Медицинског факултета, уредник Српског архива за целокупно лекарство и листа Здравље. Био је председник Српског лекарског друштва, Југословенског лекарског друштва, Друштва за чување народног здравља, Главног санитарног савета. Био је ректор Велике школе у Београду. |
|       | Драга Љочић (1855—1926)            | Била је прва српска лекарка, феминисткиња и суфражеткиња. Медицину је студирала у Цириху, као једна од ретких жена студената медицине у то време. Као велика филантропкиња и заштитница деце, енергично се залагала за отварање дечијих болница, изградњу домова за незбринуту децу. Због ових и сличних ставова често је била прозивана и у јавности препозната као особа која јавно промовише неморал. Њена истрајност, искреност и посвећеност увек су били јачи од било које осуде и она је захваљујући вери у себе и у исправност својих циљева успела да те идеје и реализује. Од када је започела каријеру лекарке непрестано се борила са мизогиним, мушким светом који је покушао да је на сваки начин дисквалификује и уклони са места која су јој по свему припадала. Тешко се запослила у државној служби. Није имала право на једнаку плату, нити пензију. Од младости је водила личну борбу за професионално изједначавање мушкараца и жена и ту борбу је преносила и на женске огранизације које је основала са својим малобројним истомишљеницама. Јавно се залагала за стицање права гласа за жене, и до краја је остала верна младалачким идејама о социјалној једнакости. Као болничарка, а касније и као лекарка, учествовала је у српско-турским ратовима, српско-бугарском рату у 19. веку, као и балканским и Првом светском рату у 20. веку. |
|       | Војислав Суботић (1859—1923)       | Био је српски хирург, један од оснивача Медицинског факултета у Београду, на коме је био професор , шеф хируршког одељења Опште државне болнице у Београду, водећи хирург у Србији крајем 19. и почетком 20. века. Објавио је низ радова из области абдоминалне хирургије, урологије, ортопедије. Његово име је у толикој мери повезано са оснивањем, развојем и афирмацијом српске оперативне медицине да се умногоме може тврдити да је био отац практичне хирургије у Србији. Доктор Суботић је помагао рад Кола српских сестара и организовање првих курсева за обучавање српских девојака и жена за болничарке, који су претходили оснивању средње медицинске школе код нас. Као аутор рукописа „Српски лекари и српске добровољне болничарке у ратовима с Турцима и Бугарима 1912. и 1913.”, др Суботић није само пружио доказе о учешћу наших жена у српском санитету и у раду српског Црвеног крста, већ и међу првим документовао равноправност и уважавање улоге и доприноса жена лекара и болничарки у српској медицини. Др Суботић је такође препознао потребу школовања лекара код нас, па отуда његово залагање за оснивање Медицинског факултета у Србији. |
|       | Михаило Петровић (1863—1934)       | Био је санитетски бригадни генерал југословенске војске, први српски хирург, професор универзитета, оснивач хируршког одељења Војне болнице у Нишу, шеф хируршког одељења Прве пољске болнице у Драгоманцима на Солунском фронту од 1916 — 1918, у којој се истако као ратни хирург и неуморни оператор. Писац бројних запажених научних радова из области хирургије, професор медицинског факултета, у два наврата председник Српског лекарског друштва. |
|       | Едуард Михел (1864—1915)           | Био је српски лекар, патолог, чешког порекла, референт за јавну хигијену при Санитетском одељењу при Министарству унутрашњих дела, редовни члана Главног санитетског савета Краљевине Србије,, једен од иницијатора за оснивање Медицинског факултета у Београду, члан Комисије за полагање испита за физикусе, члан Српског лекарског друштва и као војни лекар учесник Балканских ратова и Првог светсог рата. |
|       | Адолф Хемпт (1874—1943)            | Био је лекар оснивач Пастеровог завода у Новом Саду. Он је стабилизовао Пастерову вакцину против беснила, тако да је она могла да буде дистрибуирана и до удаљених места. Његова метод за производњу вакцине је примењивана у свим Централноевропским земаљама. Већина земаља Европе прихватила је Хемптову вакцину и више деценија је производила за вакцинацију људи и за животиња против беснила. „Данас можемо рећи да је Пастерову вакцину наследила Хемптова, као најбоља све до развоја модерних вакцина са културе ткива“... на Симпозијуму поводом 80 година Пастеровог завода у Новом Саду 2001, др Имре Лонтаи изнео је податак да ко год је у Мађарској примио Хемптову вакцину, није оболео од беснила. Вакцина против беснила по Хемптовој методи произвођена је у Европи до 1989, а и данас се производи у неким земљама и у Јужној Америци, али под другим именом. |
|       | Атанасије Пуљо (1878—1944)         | Био је српски лекар, стоматолог, научник широког знања из различитих области медицине, један од првих ратних стоматолога и један од најзначајнијих оснивача стоматологије у Србији. Као добровољац у Балканским ратовима и активни учесник у Првом светском рату, Атанасије Пуљо је на основу стечених ратних искустава, први на Балкану истакао важност тимског рада зубара и хирурга у збрињавању повреда вилице и лица. Он је у стоматолошку праксу, три године пре осталих у свету, увео сопствени метод лечења запуштених прелома горње вилице, назван „балканска метода“, која је данас призната у целом свету. Атанасије Пуљо био је и „пионир“ стоматолошке радиологије у Србији, оснивач одонтолошаке клинике Медицинског факултета, њен први управник, у рангу ванредног професора универзитета за предмет Болести уста и зуба и један од главних заговорника оснивања Стоматолошког факултета у Београду, основаног 1948, четири године после његове смрти (1944). Према речима Бранислава Димитријевића, еминентног српског професора максилофацијалне хирургије, за српско зубно лекарство (Пуљо) беше што и Гогољ за сву потоњу руску књижевност. |

## Великани српске медицине у 20. веку
| Слика | Име и презиме                   | Краћа биографија |
| ----- | ------------------------------- | --- |
|       | Ђорђе П. Нешић (1873—1959)      | Био је лекар офталмолог, оснивач Очне клинике и редовни професор Медицинског факултета у Београду, академик Српске академије наука и уметности. Био је истраживач стваралац у области медицине. Постао је познат својим радом о хемералопији коју је проучио на Солунском фронту. Један део радова посветио је конструкцији, изради и клиничкој примени џиновских електромагнета. Написао је више од десет књига, и преко 50 научних радова, објављених у земљи и у иностранству. |
|       | Милован Миловановић 1884—1948)  | Био је дугогодишњи шеф Просектуре Опште државне болнице, први професор судске медицине на Медицинском факултету и предавач истог предмета на Правном факултету у Београду. Дужност декана Медицинског факултета обављао је у школској 1943/44. години. Миловановићевом заслугом, Просектура Опште државне болнице развила се у модеран Судскомедицински завод, који је 1923. године постао наставна база. Написао је прве уџбенике из судске медицине за медицинаре и њима је у употребу увео српске судскомедицинске термине. У Институту који данас носи његово име створио је школу која је дала велики број стручњака. |
|       | Владимир Станојевић (1886—1978) | Био је бригадни санитетски генерал, историчар медицине, хонорарни професор историје медицине, оснивач Секције за историју медицине Српског лекарског друштва и Музеја Српског лекарског друштва, учесник Балканских и Првог светског рата, носилац бројних војних одликовања. |
|       | Коста Тодоровић (1887—1975)     | Био је први професор инфекологије на Медицинском факултету и оснивач Инфективне клинике у Београду која данас носи његово име. Савременици су га уважавали као изврсног клиничара. У области инфектологије највише је проучавао трбушни тифус, шарлах, паратифус, пегави тифус, маларију и туберкулозни менин-гитис. Почетком тридесетих година оборио је тада важеће мишљење да се бацили трбушног тифуса не преносе мајчиним млеком на одојче. Значајан допринос дао је утврђивању етиологије и патогенезе шарлаха (1929) и поставио темеље за лечење туберкулозног менингитиса. |
|       | Гојко Николиш (1911—1995)       | Био је лекар и историчар, учесник Шпанског грађанског рата и Народноослободилачке борбе, генерал-пуковник ЈНА, дипломата, члан Српске академије наука и уметности и народни херој Југославије. |
|       | Исидор Папо (1913—1996)         | Био је лекар - кардиохирург, учесник Народноослободилачке борбе, генерал-пуковник санитетске службе и главни хирург ЈНА и академик САНУ. Објавио је 217 радова, од тога 13 у иностраним часописима. Био је редактор уџбеника Ратна хирургија. Преко 30 година био је начелник хируршке клинике ВМА. Пензионисан је 1982. године. Преминуо је 14. октобра 1996. године и сахрањен је на Јеврејском гробљу у Београду. |
|       | Душан Каназир (1921—2009)       | Био је молекуларни биолог, академик САНУ. Студирао је медицину у Паризу (1945–49), а дипломирао је у Београду 1949. године. Докторирао је 1955. године у Бриселу у области физиолошких наука. Постдокторске студије обавио је у САД. Био је професор по позиву у Америци, Белгији и Јапану. Као угледан научник биран је у многе значајне форуме и обављао је више одговорних функција. Био је министар за науку и технологију републике Србије од 1996–1998. године. Као академик биран је за потпредседника (1971–81) и председника (1981–94) САНУ. Био је члан многих најугледнијих међународних асоцијација. |
|       | Владимир Кањух (1923)           | Је српски кардиоваскуларни патолог светског угледа. Сматра се зачетником патологије у Србији и у некадашњој Југославији. Усавршавао се у Великој Британији, Француској, Холандији, Сједињеним Америчким Државама. Поља научног интересовања Владимира Кањуха су кардиоваскуларна патологија, нарочито урођене срчане мане и њихова плућна циркулација, артеротромбична коронарна срчана болест, тумори срца и перикарда као и онколошка патологија и тератологија. Бави се и историјом српске и светске медицине, а са сарадницима је открио две нове, урођене срчане мане. Академик Владимир Кањух је председник Удружења за артеросклерозу Србије, члан Европског друштва патолога и великог броја других научних друштава и академија. За иностраног члана Академије наука и умјетности Републике Српске изабран је 2008. године. |
|       | Нинослав Радовановић (1940)     | Је доктор медицинских наука један је од најпознатијих кардиохируга у Србији, који је дао значајан допринос увођењу нових кардиохируршких метода на отвореном срцу, а од 2009. и редовни члан Српске академије наука и уметности (САНУ). Рад др Радовановић карактеришу бројне новине у оперативне захватима као и друге методе у кардиохирургији, међу којим се истичу; - Редукциона анулопластика двоструког митралног и трикуспидног ушћа, RADO, на пацијентима са примарном дилатираном кардиомиопатијом. - Нове оперативне технике у кардиохирургији на отвореном срцу и коронарним крвним судовима. - Бројне иновације у области поуздане процене дијагностичких података тешких срчаних поремећаја. - Новине у постоперативном праћењу и реанимацији болесника након сложених кардиохирушких захвата. - Низак морталитет болесника након извршених оперативних захвата на срцу који се кретао испод 2,7% (што је у рангу најуспешнијих кардиохирурга света). |

## Непомене
1. ↑  Ово тело данас зовемо Судскомедицински одбор